# Микитська розколина
Микитська розколина — природна пам'ятка 1969 року, що знаходиться біля села Микити (недалеко від автомагістралі Алушта-Ялта) на висоті близько 250 метрів над рівнем моря.

## Опис
Ущелина відокремила від основного масиву головної гряди Кримських гір вузький блок, який згодом теж розколовся. Величезні скелі оточують закриту, затишну ущелину з одним, досить вузьким входом. Інші два виходи з розколини засипані камінням і захаращені відколотими скелями. Червонувато-білі скелі всередині розколини нависають над головою і мають висоту 25-30 метрів. Ширина Нікітської розколини близько 30 метрів, а її довжина становить 250 метрів. Всюди кам'яні хаоси, уламки скель і таємничі тісні поглиблення між брилами.
Біля входу до розщелини пірамідальна скеля, розірвана на дві частини. Вапнякові скелі, немов розсічені гігантським мечем, утворюють тут похмуру, холодну ущелину. Голі стіни висотою 25-30 м нависають над головою, уздовж верхньої окрайки ущелини росте ліс. Микитська розколина порівняно невелика і легко прохідна. При ширині близько 30 м вона тягнеться зі сходу на захід майже на 200 м.
Брили, що впали згори, на дні скелястого коридору утворили кам'яний хаос, за яким, химерно звивається стежка, виводячи на верхній край ущелини. Звідси, з боку Ялти, вона проглядається наскрізь.
Скелі з північного боку сірі, місцями чорні, а з південного світлі, помаранчеві. У західній частині ущелини знаходилося середньовічне поселення, про що свідчать уламки кераміки.
Верхній вхід в ущелину вінчає оригінальна кам'яна піраміда, названа ім'ям відомого ландшафтника професора Миколи Адольфовича Солнцева, що досліджував ці місця. Піднявшись від цієї піраміди на скелі, проглядається тролейбусна траса, Ялтинська долина, замикається з моря мисом Ай-Тодор, гірський масив Ай-Петрі, Південнобережні плантації виноградників.

## Рослинність
На обривах скель подекуди ростуть поодинокі екземпляри ялівцю і кримської сосни. Тріщини прихистили кримську ліану (вічнозелений плющ). Всюди густі смарагдові зарості ожини, ломоноса і вічнозеленого плюща.

## Кінематограф
У місцевості Микитської розколини у 1982 році режисер Леонід Гайдай зняв фільм "Спортлото 82".

## Міфологія
З покоління передається легенда про Марію та її братів.
"У невеликому грецькому поселенні Микита над Масандрою жили сім братів з сестрою Марією. Ще дітьми вони осиротіли й в усьому підкорялися старшому братові Костянтину. А Марію, дівчину із золотистим волоссям і тонкою гнучкою фігурою, односельці любили за доброту, товариський характер і красу. Життя Марії була спокійною і радісною. У вісімнадцять років життя дівчини змінилася після того, як біля сільського фонтану її побачив турецький паша. Дівчина сподобалася важливому турку, і на наступний день він відправився за нею до будинку, де був прийнятий братами з належним привітністю і гостинністю. Після традиційних закрутистих вітань паша сказав, що забирає Марію і відправить в Стамбул у гарем султана. Костянтин від обурення скипів і кинджалом убив турка. Після розмови з односельцями стало ясно, що братам і Марії не можна залишатися вдома і потрібно негайно йти в гори. Так і зробили. До вечора вони пішли високо в гори та зупинилися біля великої скелі, розділеної проходом на дві частини. Місце було глухе, і навіть птахи сюди не залітали. Для зміцнення притулку навколо скелі викопали глибокий рів, а саме притулок оточили кам'яною стіною. Турки незабаром дізналися про вбивство паші та направили до Масандри загін яничарів. Місцеві мешканці, знаючи жорстокість яничар, пішли в непрохідні ліси, а збройні юнаки — до семи братів і Марії. Через кілька днів яничари підійшли до укріплення і зажадали видати Марію і Костянтина. Але обложені обсипали турок камінням і стрілами. Турки стріляли з рушниць, а кам'яна стіна надійно прикривала захисників. Костянтин і друзі розуміли, що сили нерівні, але вирішили боротися до останньої людини. На наступний день яничари пішли в наступ і намагалися піднятися на фортечну стіну. Але захисники рубали та кололи турок, скидали з мурів у рів. Зустрівши запеклий опір, яничари пустили в хід гармати. Доля захисників була вирішена. Відчайдушні захисники мужньо пішли в останній бій і билися до кінця. Останнім загинув Костянтин. А Марія збігла на скелю і стала проклинати турків. Яничари все ближче підбиралися, і, коли залишилося два-три кроки до вершини, горда Марія кинулася зі скелі, зберігши свободу до останньої хвилини."